# Mathias Ringmann
Mathias Ringmann (Eichhoffen, 1482? - Sélestat, 1 d'agost de 1511), conegut també com a Philesius Vogesigena, fou un humanista, geògraf, poeta i impressor germànic, un dels membres del Gymnasium Vosagense, grup d'erudits constituït per Vautrin Lud a la vila de Saint-Dié-des-Vosges, autors de l'obra Cosmographiae Introductio en la qual es va fer servir per primera vegada el nom de «America» (Amèrica) que, popularitzat ràpidament per la impremta, es convertiria en la designació preferent per a aquest continent.

## Formació
Ringmann va iniciar els seus estudis a l'escola llatina de Sélestat, que havia estat fundada per Louis Dringenberg, qui va introduir l'humanisme a Alsàcia. Va estudiar teologia i matemàtiques a la Universitat de Heidelberg, entaulant contactes amb altres humanistes de la seva generació com Jakob Wimpheling o Gregor Reisch, qui en aquell moment es trobava treballant sobre la seva obra Margarita Philosophica. Posteriorment, Ringmann va prosseguir a París la seva formació en aquestes disciplines de la mà del teòleg Jacques Lefèvre d'Étaples i de Faustus Andrelinus, poeta del rei i especialista en l'obra d'Erasme de Rotterdam, iniciant-se també en la cosmografía i aprenent grec.

## Retorn a Alsàcia: Mundus Novus
El 1503, de tornada a Alsàcia, Ringmann torna a trobar-se amb Jacques Wimpheling, qui també estava tornant en acabar la seva formació. Interessat per la pedagogia i l'ensenyament, va fracassar no obstant això en els seus primers intents de fundar una escola seguint el model de l'escola llatina Sélestat. Ringmann es va desplaçar llavors a Estrasburg, atret per l'impúls que l'imprenta estava donant a la ciutat, que juntament amb Basilea estaven convertint-se en els centres de referència a Europa, i comença a frequentar tallers i a treballar com a corrector.
És en aquest context que li és encarregat a Ringmann l'encàrrec de treballar sobre l'edició d'una carta de diverses pàgines, coneguda com a Mundus Novus, que havia estat redactada per Amerigo Vespucci al retorn del seu tercer viatge al Nou Món entre 1501 i 1502. La carta presenta un relat d'aquesta expedició dirigit a Lorenzo di Pier Francesco di Medici. Ringmann publica en el taller de Mathias Hupfuff el 1505 la carta de Vespucci traduïda al llatí amb el títol de De Ora Antarctica, precedint-la per un breu poema de 22 versos de la seva invenció, en el qual fa referències humorístiques a la geografia. Quan la publicació arribà a les mans de Vautrin Lud, l'influent inspector general de mines del ducat de Lorena, instal·lat a Saint-Dié, aquest queda encantat i la inclou en la seva obra Speculi Orbis… Declaratio, persuadint a Ringmann per col·laborar al seu costat en el seu grup d'estudis erudits en aquesta ciutat al peu de la serralada dels Vosges.
Abans de mudar-se, Ringmann finalitza un encàrrec per a l'impressor Jean Grüninger: la traducció de les obres de Juli Cèsar a l'alemany amb el títol de Julius der erst römisch Keiser von seinem Leben und Krieg, erstmals uss dem Latein in Tütsch gebracht vnd mit andrer Ordnung der Capittel und uil zusetz nüw getruckt.

## El Gymnasium Vosagense i laCosmographiae Introductio
Quan Ringmann arribà a Saint-Dié, Vautrin Lud acaba de constituir un grup d'estudis erudits que amb el nom de Gymnasium Vosagense. Allà projectaren treballar en la seva principal proposta: la reedició de la Geographia, la gran obra del geògraf grec Ptolemeu, actualitzada amb les informacions cartogràfiques de les exploracions recents. Ringmann adoptà llavors el nom de Philesius Vogesigena i s'uneix als altres col·laboradors del Lud: el seu propi nebot i impressor Nicolas Lud, el latinista Jean Basin i el prestigiós cosmógrafo Martin Waldseemüller que acaba de dissenyar un gran mapamundi incloent les dades aportades per Vespuccio, titulat Universalis Cosmographia.
El 1507, Mathias participa en l'edició de la Cosmographiae Introductio, un breu assaig que serveix de complement a la Universalis Cosmographia, on apareix per primera vegada el nom d'Amèrica, i que explica les motivacions d'aquesta elecció transcendental.
La qüestió sobre la paternitat de l'apel·lació Amèrica i quin d'aquells cinc savis va ser el seu creador ha estat discutida per múltiples autors al llarg de la història. Franz Laufenberger va publicar el 1959 un assaig en el qual es restringia aquesta qüestió entre Ringmann i Waldseemüller si bé, l'especialista del tema, Albert Ronsin planteja també la possibilitat d'una paternitat col·lectiva de tot el grup, encara que tots dos concedeixen un cert avantatge a les tesis favorables a Ringmann com el seu creador.

## Grammatica Figurata

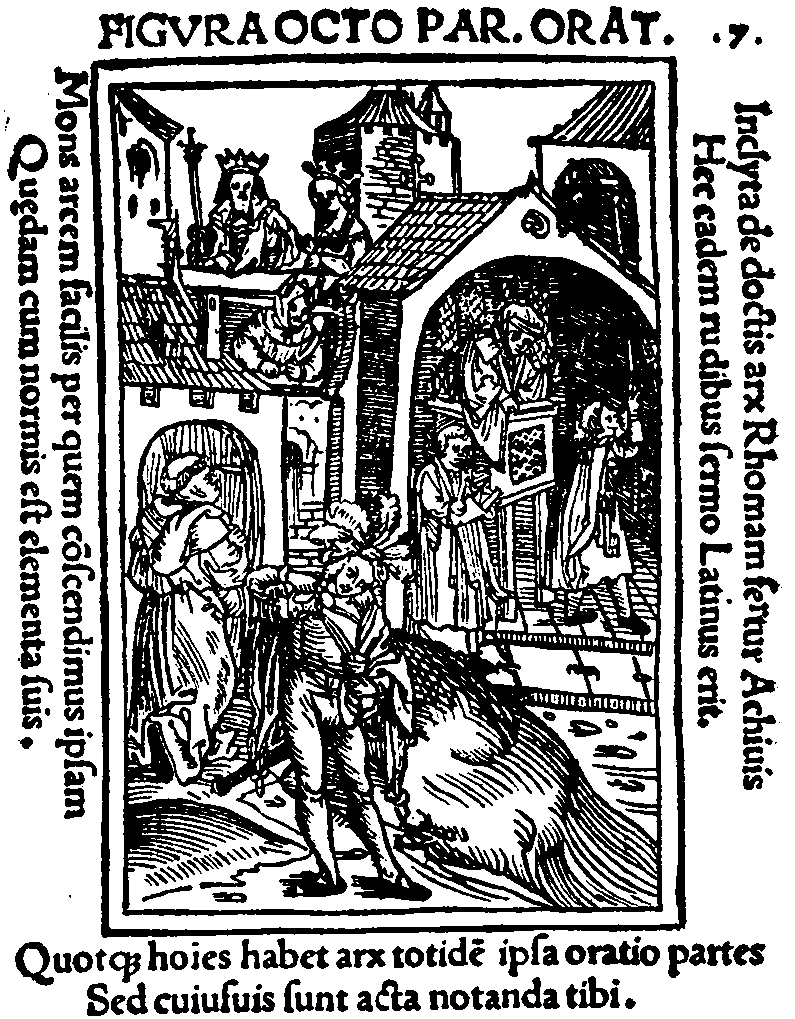
Il·lustració de la Grammatica Figurata. Els diferents personatges representen els vuit tipus gramaticals llatins de paraules.

La pedagogia va ser una de les vocacions al llarg de la seva vida, des dels seus temps d'estudis al costat del seu il·lustre professor Jacques Lefèvre d'Étaples, i malgrat els seus intents no materialitzats de fundar una escola pròpia, va idear el projecte de realitzar un recull d'exercicis de gramàtica llatina destinat als estudiants de la diòcesi de Toul, al centre oest de Lorena, aprofitant les relacions amb el Gymansium de Hugues des Hazards, bisbe de Toul. Vautrin Lud, en assabentar-se de la idea de Mathias, li va suggerir que utilitzés el format d'algun joc. Ringmann utilitzà el model d'un joc de naips amb la fi, segons la seva pròpia expressió, “de reunir lo útil amb lo agradable”.
La Grammatica Figurata va ser publicada a Saint-Dié el 1509, escrita en llatí per Ringmann amb el pseudònim de Philesius Vogesigena i composta per 32 pàgines il·lustrades amb 93 gravats en fusta. La gramàtica llatina estava simplificada per facilitar l'assimilació de les seves nocions fonamentals i presentada com un joc de cartes amb 60 preguntes i respostes. Les figures que apareixen gravades en les cartes eren referències de les 8 parts diferents del llenguatge gramatical i així, per exemple, un vicari representa al pronom, una reina a l'adverbi mentre que un bufó significa la interjecció. La figura central del rei personifica el lloc privilegiat del verb gramatical: « Rex verbum designat agens patiensque inimicos nonnunque neutrum pastura vigent gerens ». La Grammatica Figurata apareix dedicada al bisbe de Toul i la conclusió de l'obra estava il·lustrada per un dibuix d'un àngel recolzat sobre el blasó familiar de Vautrin Lud i l'escut d'armes del segle xi de la vila natal de Ringmann, Eichhoffen on “Eich-” vol dir “roure” i d'aquí les representació heràldica de les fulles d'aquest arbre juntament amb els seus fruits. L'obra acabava en el seu colofó amb un text d'homenatge a la vila de Saint-Dié.

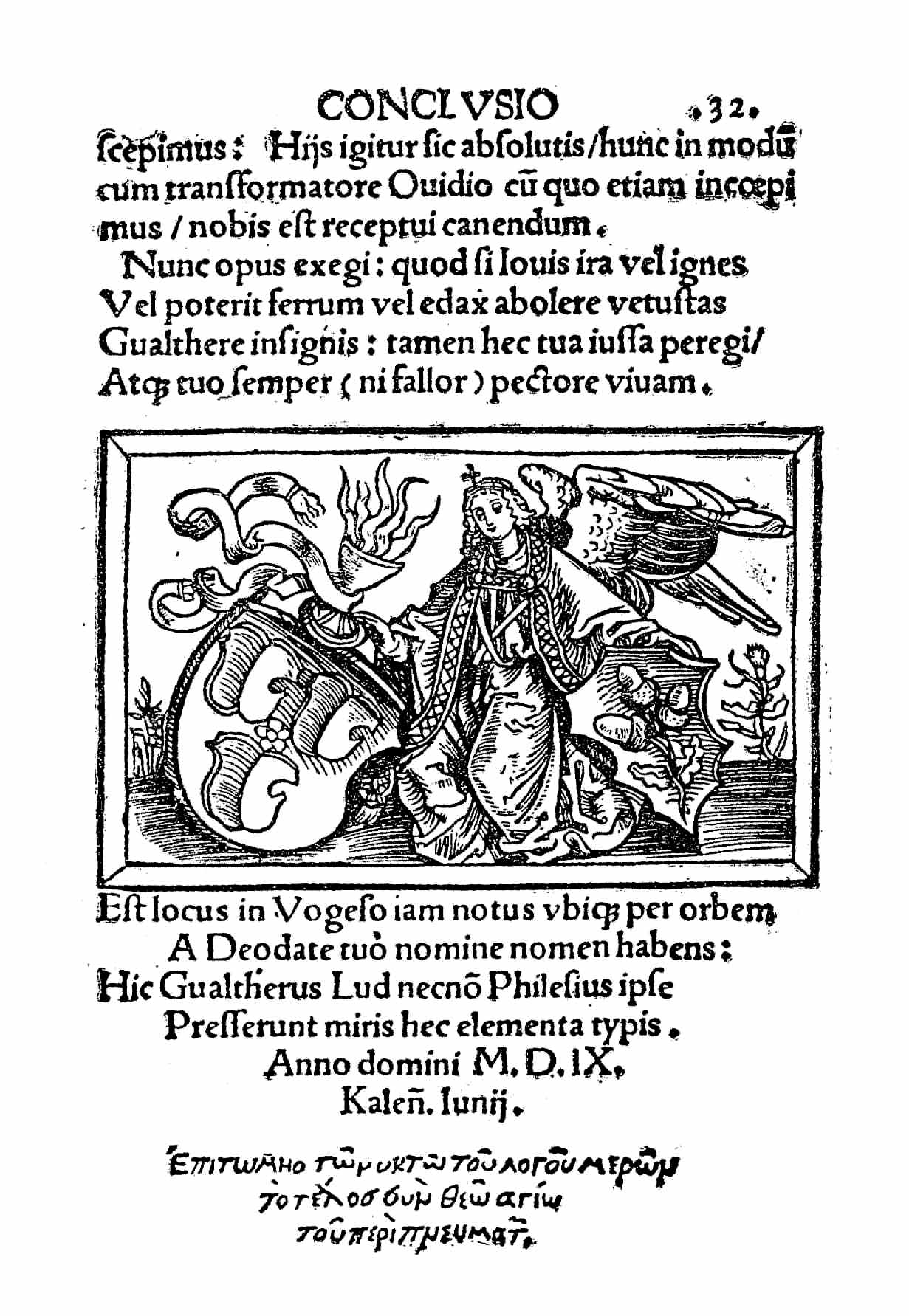
Pàgina de conclusió de la Grammatica figurata; l'àngel apareix recolzat sobre el blasó personal del mentor de Ringmann en el Gymnasium, Vautrin o Gauthier Vod, a l'esquerra mentre que a la dreta és l'escut de la vila d'Eichhoffen.

Encara que l'obra no va aconseguir l'èxit esperat, se n'han pogut conservar diversos exemplars originals a Estrasburg, Múnic, Viena i Praga. Se'n va publicar el 1905 una versió facsímil. Per a l'historiador Albert Ronsin, la gramàtica de Ringmann està inspirada en el treball d'un altre humanista alsacià, Thomas Murner, autor d'un « chartiludium », mentre que Kenneth Mayer, de la Universitat de Wisconsin, considera que la base es troba en l'obra Ars Minor del gramàtic romà Aelius Donatus, realitzada al segle iv on també es descompon l'oració en 8 elements gramaticals.

## La Geographica de Ptolemeu i altres obres
Paral·lelament, el Gymnasium prosseguí amb el projecte d'actualització de la Geográphica de Ptolemeu. Per poder col·laborar-hi, Ringmann es desplaçà el 1508 a Basilea on rebé alguns cursos de cosmografía mentre treballava sobre algunes traduccions i realitzava recerques amb els dominics. Poc després, viatjà a Itàlia per trobar-se amb el poeta Ferrara i l'arqueòleg Lilio Gregorio Giraldi que l'instruiren en la numeració grega. També viatjà a Novi, prop de Gènova, on conegué a Giovanni Pico della Mirandola qui li presta textos de Ptolemeu.

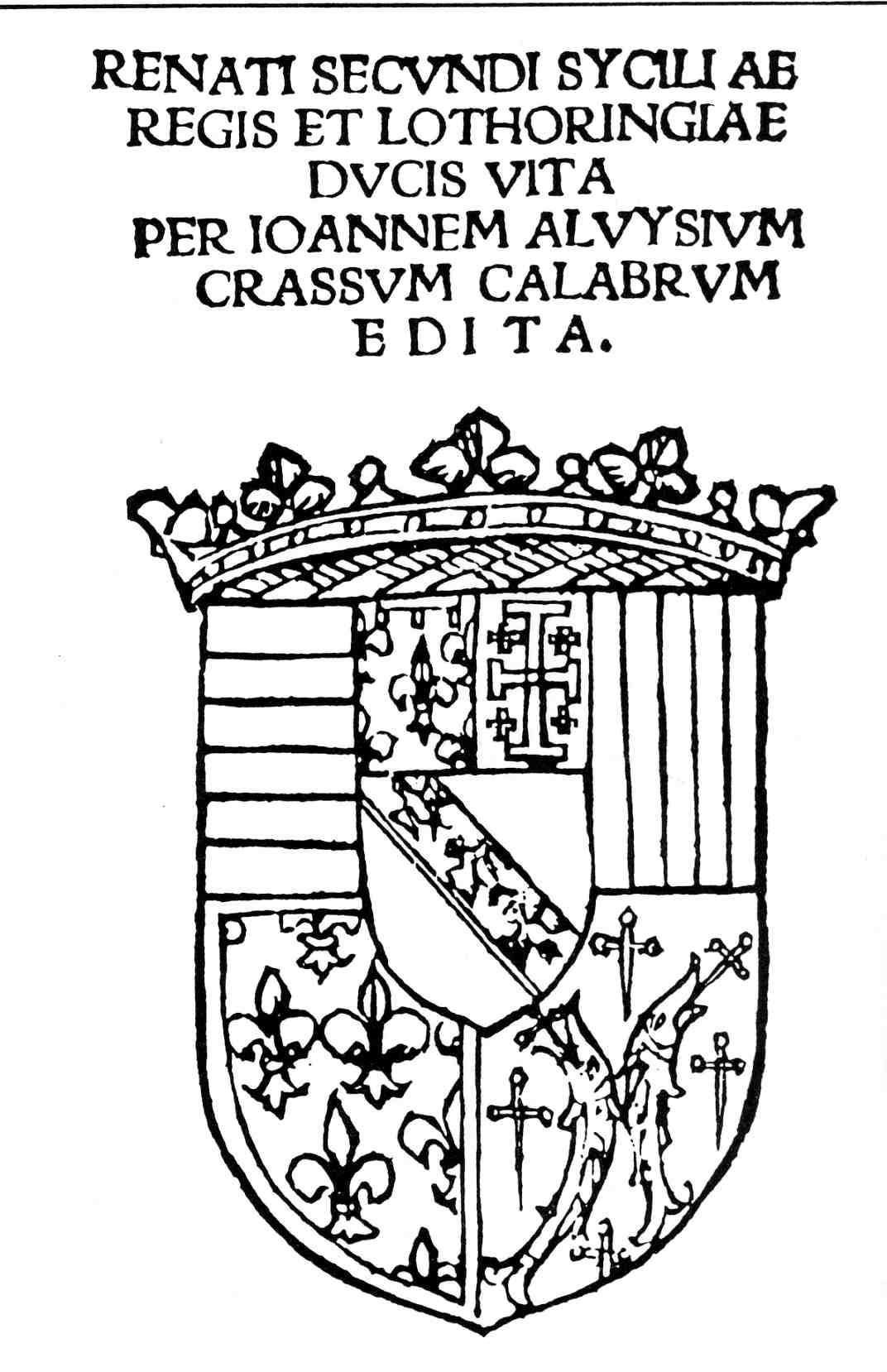
Oració fúnebre de René II de Jean Loys (1510).

En 1510, Ringmann acabà d'imprimir l'encàrrec del canonge André de Reynette a Jean Loys, titulat Renati Secundi Syciliae Regis et Lothoringiae Ducis Vita per Ioannem Aluysium Crassum Calabrum edita, un text de lloança en honor del duc Renato II de Lorena, mort el 1508, en el qual s'inclou un fragment compost pel mateix Ringmann.
Ringmann havia anat afeblint-se progressivament a conseqüència de la tuberculosi que l'afectava des de 1509. Tot i així, a principis de 1511, encara pot desplaçar-se a Nancy a petició del duc Antonio de Lorena que li encarrega la impressió del Liber Nanceidos, obra de Pierre de Blarru en honor de Renato II. També aconsegueix acabar la redacció d'un llibret explicatiu per acompanyar a la Carta Itineraria Europae, un mapa d'Europa dissenyat per Waldseemüller, imprès el 1511 amb el títol Instructio manuductionem prestans in cartam itinerariam martini hilacomil ipsuus europae.
Ringmann morí l'1 d'agost de 1511, a l'edat de 29 anys. La pèrdua d'un dels membres amb major talent del Gymnasium va coincidir amb les dificultats econòmiques de Vautrin Lud i van posar en perill el projecte que es va acabar abandonant el 1527 després de les morts successives de Waldseemüller, Bassin i el mateix Lud.